# Gillis Ahlberg
Gillis Ferdinand Ahlberg, švedski veslač, * 8. november 1892, Göteborg, † 6. november 1930, Göteborg.
Ahlberg je bil krmar  kluba Göteborgs Roddklubb, za katerega je nastopil na Poletnih olimpijskih igrah 1912 v Stockholmu v disciplini osmerec. Švedski čoln je bil izločen v prvi predtekmovalni skupini.